# Ernst Rehbein
Ernst Rehbein war ein deutscher Buchbinder und Teil der Buchkunstbewegung.
Rehbein war zunächst in Leipzig tätig. 1919 gründete Christian Heinrich Kleukens die Buchbinderei Kleukens-Binderei in Darmstadt. Ihr Leiter wurde Ernst Rehbein. Zunächst wurden die zu bindenden Bände zwischen Leipzig und Darmstadt hin- und hertransportiert. 1922 siedelte Rehbein dann aus Leipzig nach Darmstadt über. Er arbeitete im Ernst-Ludwig-Haus der Darmstädter Künstlerkolonie. Weiterhin arbeitete er mit Albert Windisch zusammen.
Rehbein bildete Buchbinder aus, zum Beispiel Karl Roters, der später als Innendekorateur tätig war.
Rehbein entwarf und fertigte eine große Anzahl von künstlerisch gestalteten Bucheinbänden in unterschiedlichen Materialien (Pappe, Leder, Pergament, Seide) und Techniken.
Seine Einbände sind heute Objekte in Einbandsammlungen in Bibliotheken und Museen, so im Klingspor-Museum Offenbach.

## Werke
- Darmstaedter Lehrwerkstatt für Buchbinder: Vergoldungen, Lederarbeiten und Kunstgewerbe, Darmstadt, E. Rehbein, 1930 (zusammen mit Hugo Hardenberg).